# Azacytidin
Azacytidin (5-azacytidin) je chemický analog cytidinu zařazující se do DNA a RNA. Poprvé byl syntetizován v Ústavu organické chemie a biochemie AV ČR v Praze v roce 1964 jako potenciální léčebný prostředek na rakovinu.
V současnosti se používá především na léčení myelodysplastického syndromu (lék vyráběn společnosti Vidaza).
V současné době[kdy?] probíhá intenzivní výzkum nových aplikací azacytidinu, které by byly schopny – zřejmě jako první preparát na světě – zachraňovat tkáň napadenou rakovinným bujením.